# Wielersport op de Olympische Zomerspelen 2012 – individuele tijdrit vrouwen
De individuele tijdrit bij de vrouwen is een onderdeel van de wielersport op de Olympische Zomerspelen 2012 in Londen. De wedstrijd werd gehouden op woensdag 1 augustus. Regerend kampioene is Kristin Armstrong uit de Verenigde Staten. Zij won de wedstrijd in Peking in 2008. De start en finish lagen nabij het Hampton Court Palace.
De vrouwen reden een afstand van 29 kilometer, met een interval van negentig seconden. De deelnemerslijst werd op 24 juli bekendgemaakt. Drie dagen na haar gouden race in de individuele wegwedstrijd kwam de Nederlandse Marianne Vos niet verder dan de zestiende plaats, op ruim drie minuten van winnares Kristin Armstrong.

## Uitslag
| pos    | naam               | nationaliteit    | tijd     | verschil |
| ------ | ------------------ | ---------------- | -------- | -------- |
| Goud   | Kristin Armstrong  | Verenigde Staten | 37.34,82 |          |
| Zilver | Judith Arndt       | Duitsland        | 37.50,29 | +15,47   |
| Brons  | Olga Zabelinskaja  | Rusland          | 37.57,35 | +22,53   |
| 4      | Linda Villumsen    | Nieuw-Zeeland    | 37.59,18 | +24,25   |
| 5      | Clara Hughes       | Canada           | 38.28,96 | +54,14   |
| 6      | Emma Pooley        | Groot-Brittannië | 38.37,70 | +1.02,88 |
| 7      | Amber Neben        | Verenigde Staten | 38.45,17 | +1.10,32 |
| 8      | Ellen van Dijk     | Nederland        | 38.53,68 | +1.18,86 |
| 9      | Trixi Worrack      | Duitsland        | 39.20,73 | +1.45,91 |
| 10     | Lizzie Armitstead  | Groot-Brittannië | 39.26,24 | +1.51,42 |
| 11     | Pia Sundstedt      | Finland          | 40.01,69 | +2.26,87 |
| 12     | Tatiana Antoshina  | Rusland          | 40.12,49 | +2.37,67 |
| 13     | Shara Gillow       | Australië        | 40.25,03 | +2.50,21 |
| 14     | Emma Johansson     | Zweden           | 40.38,56 | +3.03,74 |
| 15     | Audrey Cordon      | Frankrijk        | 40.40,51 | +3.05,69 |
| 16     | Marianne Vos       | Nederland        | 40.40,79 | +3.05,97 |
| 17     | Emilia Fahlin      | Zweden           | 41.15,86 | +3.41,04 |
| 18     | Clemilda Fernandes | Brazilië         | 41.25,39 | +3.50,21 |
| 19     | Denise Ramsden     | Canada           | 41.44,81 | +4.10,99 |
| 20     | Elena Tchalykh     | Azerbeidzjan     | 41.47,06 | +4.13,24 |
| 21     | Tatiana Guderzo    | Italië           | 41.48,94 | +4.14,12 |
| 22     | Noemi Cantele      | Italië           | 41.51,18 | +4.16,36 |
| 23     | Liesbet De Vocht   | België           | 42.08,28 | +4.33,46 |
| 24     | Ashleigh Moolman   | Zuid-Afrika      | 42.23,57 | +4.48,75 |

1996: Zoelfia Zabirova ·
2000: Leontien van Moorsel ·
2004: Leontien van Moorsel ·
2008: Kristin Armstrong ·
2012: Kristin Armstrong ·
2016: Kristin Armstrong ·
2020: Annemiek van Vleuten ·
2024: Grace Brown ·